# جاك فولي
جاك فولي (بالإنجليزية: Jack Foley)‏ هو لغوي ومترجم أمريكي، ولد في 1940.